# Deveselu
Deveselu is een Roemeense gemeente in het district Olt.

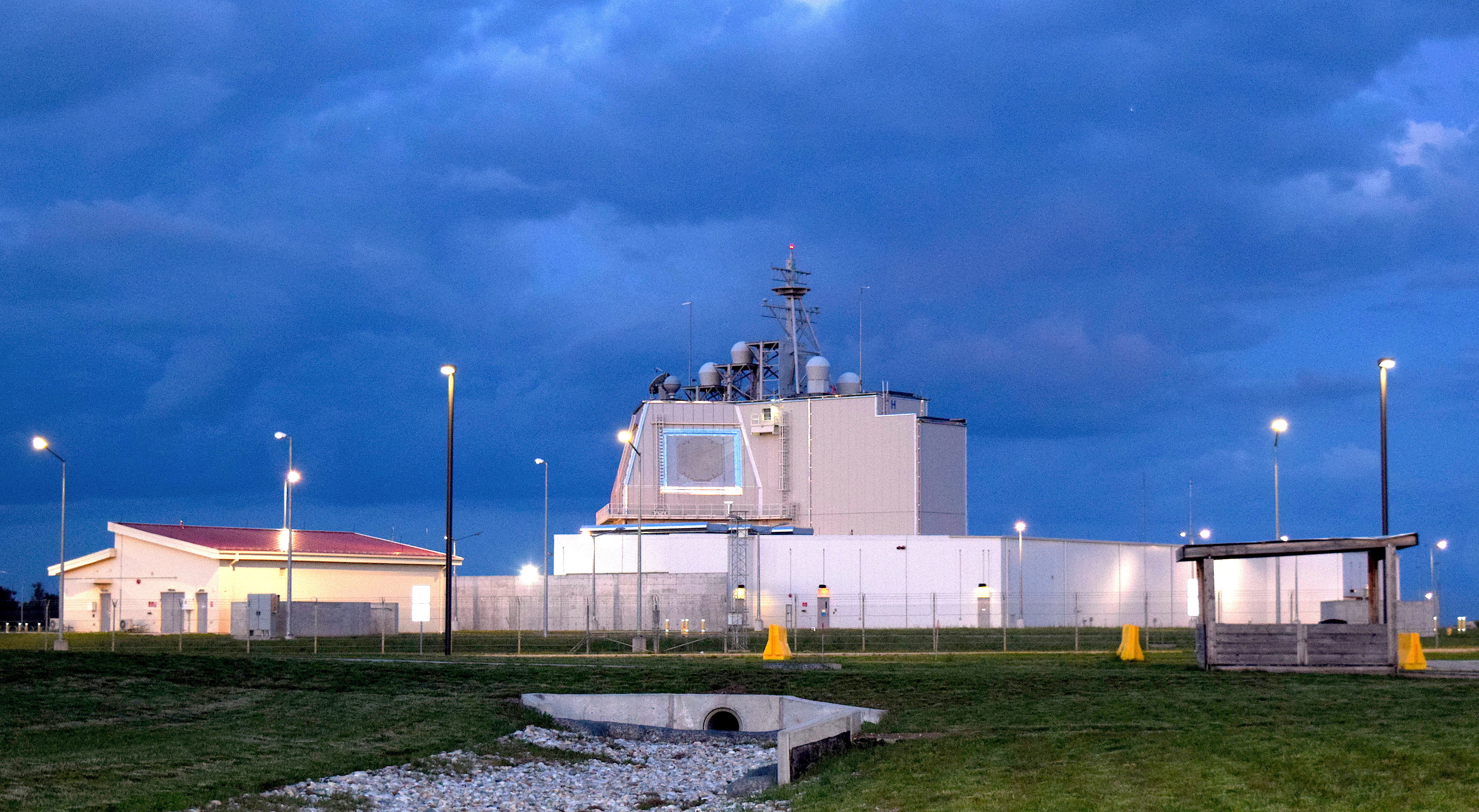
Aegis Ashore Missile Defense Complex Romania.

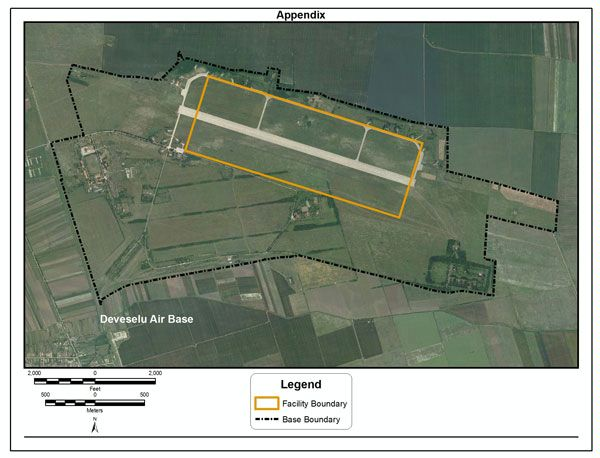
Luchtmachtbasis bij Deveselu

Deveselu telt 3186 inwoners.